# 주전항
주전항(朱田港)은 울산광역시 동구 주전동에 위치한 어항이다. 지방어항으로 지정되어 관리하고 있다. 시설관리자는 울주군수이다.

## 어항구역
주전항의 어항구역은 다음과 같다.
- 사을끝 돌단부 남단에서 외해측 250m, 남방파제측으로 300m 이동한 선을 연결한 선내구역(80,800m2)